# Vanitas vanitatum et omnia vanitas
Vanitas vanitatum et omnia vanitas (др.-евр. הבל הבלים הכל הבל‬, «суета сует, — все суета») — латинское крылатое выражение из библейской Книги Экклезиаста, приписываемой царю Соломону. На латыни впервые встречается в латинском переводе Библии — Вульгате.
Выражение применяется для описания чего-либо мелкого, незначительного, не имеющего истинной ценности[уточнить].

1:2 Суета сует, сказал Екклесиаст, суета сует, — все суета! 

1:3 Что пользы человеку от всех трудов его, которыми трудится он под солнцем? 

1:4 Род проходит, и род приходит, а земля пребывает во веки. 

1:5 Восходит солнце, и заходит солнце, и спешит к месту своему, где оно восходит. 

1:6 Идет ветер к югу, и переходит к северу, кружится, кружится на ходу своем, и возвращается ветер на круги свои. 

1:7 Все реки текут в море, но море не переполняется: к тому месту, откуда реки текут, они возвращаются, чтобы опять течь. 

1:8 Все вещи — в труде: не может человек пересказать всего; не насытится око зрением, не наполнится ухо слушанием. 

1:9 Что было, то и будет; и что делалось, то и будет делаться, и нет ничего нового под солнцем.

В католическом богословском трактате Фомы Кемпийского «О подражании Христу» (лат. De Imitatio Christi 1427) этот библейский принцип дополняется фразой: «praeter amare Deum et illi soli serve» («кроме как любить Бога и служить Ему»).

## Примеры цитирования
Ах, vanitas vanitatum! Кто из нас счастлив в этом мире? Кто из нас получает то, чего жаждет его сердце, а получив, не жаждет большего?
Чтобы я стал страдать от любовных огорчений? Vanitas vanitatum!
Фраза "vanitas vanitatum et omnia vanitas" (чепуха чепух и всякая чепуха) выдумана флегматиком.